# Ткачук Сергій Андрійович
Сергі́й Андрі́йович Ткачу́к (26 березня 1986 — 29 серпня 2014) — солдат Збройних сил України, учасник російсько-української війни.

## Короткий життєпис
Народився 1986 року в місті П'ятихатки (Дніпропетровська область). Закінчив П'ятихатську ЗОШ № 2, Криворізький педагогічний університет. Займався у спортивній секції.
У часі війни — доброволець, снайпер 3-го взводу снайперської роти, 93-тя окрема механізована бригада. Останнє повідомлення рідним надійшло 28 серпня: «живий-здоровий, завтра подзвоню».
Загинув під Іловайськом під час прориву з оточення «зеленим коридором» на дорозі поблизу села Новокатеринівка неподалік ставка. Поліг разом із багатьма бійцями 93-ї механізованої бригади, які станом на грудень 2016-го не ідентифіковані.
Ексгумований пошуковцями Місії «Евакуація-200» («Чорний тюльпан») 11 вересня 2014-го. Упізнаний за експертизою ДНК.
Похований у місті П'ятихатки.
Без Сергія лишились батько Андрій Григорович, мама, сестра, брат.

## Нагороди і вшанування
За особисту мужність і героїзм, виявлені у захисті державного суверенітету та територіальної цілісності України, вірність військовій присязі під час російсько-української війни, відзначений — нагороджений
- 16 січня 2016 року — орденом «За мужність» III ступеня (посмертно)[1]
- Його портрет розміщений на меморіалі «Стіна пам'яті полеглих за Україну» у Києві: секція 3, ряд 9, місце 27
- Вшановується 29 серпня на щоденному ранковому церемоніалі вшанування українських захисників, які загинули цього дня у різні роки внаслідок російської збройної агресії[2]
- 16 квітня 2019 року меморіальні дошки загиблим учням Сергію Ткачуку, Віктору Войцеховському та Олегу Бурцю відкрили на фасаді школи № 2 в П'ятихатках[3]